# Air Nostrum

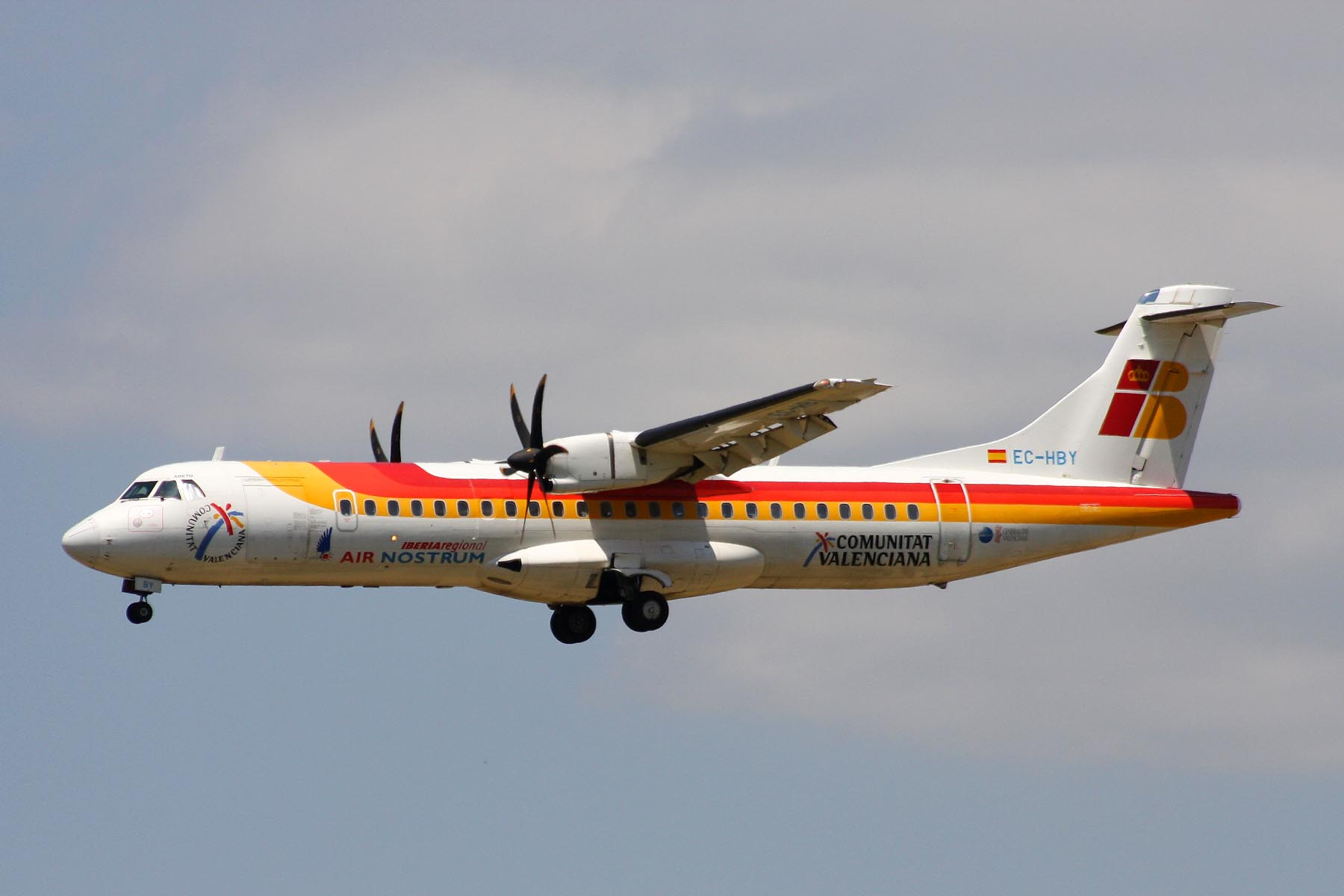
ATR 72-212A.

Air Nostrum eller Iberia Regional är ett spanskt flygbolag. Huvudflygplasten är Valencias flygplats och man har hubbar på Barcelona-El Prats flygplats och Madrid Barajas internationella flygplats.

## Historia
Bolaget grundades den 23 maj 1994 och började sina flygningar den 15 december samma år. I maj 1997 skrevs ett samarbetsavtal med Iberia och samtidigt togs Binter Mediterraneo över. Efter Iberias samgående med Aviaco 1999 tog Air Nostrum över flera inrikes och utrikes flygturer.

## Ägare
- Nefinsa 74,8%
- Caja Duero 22,2%
- Air Nostrums styrelse 3,0%

## Destinationer
- Belgien
  - Bryssel

- Frankrike
  - Bordeaux
  - Lyon
  - Marseille
  - Montpellier
  - Nantes
  - Nice
  - Paris
  - Rennes
  - Strasbourg
  - Toulouse

- Grekland
  - Korfu

- Italien
  - Bari
  - Bologna
  - Catania
  - Genua
  - Milano
  - Neapel
  - Olbia
  - Pisa
  - Palermo
  - Rom
  - Turin

- Kroatien
  - Dubrovnik

- Malta
  - Malta

- Marocko
  - Casablanca
  - Marrakech
  - Tangier

- Polen
  - Kraków

- Portugal
  - Lissabon
  - Porto

- Spanien
  - Albacete
  - Alicante
  - Almería
  - Arrecife
  - Asturias
  - Badajoz
  - Barcelona
  - Bilbao
  - Burgos
  - Ciudad Real
  - Fuerteventura
  - Granada
  - Ibiza
  - La Coruña
  - La Palma
  - Gran Canaria
  - León
  - Logroño
  - Madrid
  - Málaga
  - Melilla
  - Menorca
  - Murcia
  - Palma de Mallorca
  - Pamplona
  - San Sebastián
  - Santander
  - Salamanca
  - Santiago de Compostela
  - Sevilla
  - Teneriffa
  - Valencia
  - Valladolid
  - Vigo
  - Vitoria
  - Zaragoza

- Tyskland
  - Frankfurt

## Flotta
- 5 ATR 72
- 35 Bombardier CRJ200
- 11 Bombardier CRJ900
- 14 Bombardier Dash 8 Q300

### Beställningar
- 9 Bombardier CRJ900
- 35 Bombardier CRJ1000

## Olyckor och incidenter
Den 17 januari 2003 fick en Fokker 50 från bolaget punktering på ett av landningshjulen vid landning på Melilla flygplats och körde av landningsbanan. Samtliga 14 passagerare och 5 besättningsmän överlevde .
Den 24 januari 2007 landade ett skadat Canadair CRJ200ER från bolaget på Barcelona-El Prats flygplats, de 40 passagerarna ombord överlevde .